# Nierówność Cauchy’ego-Schwarza

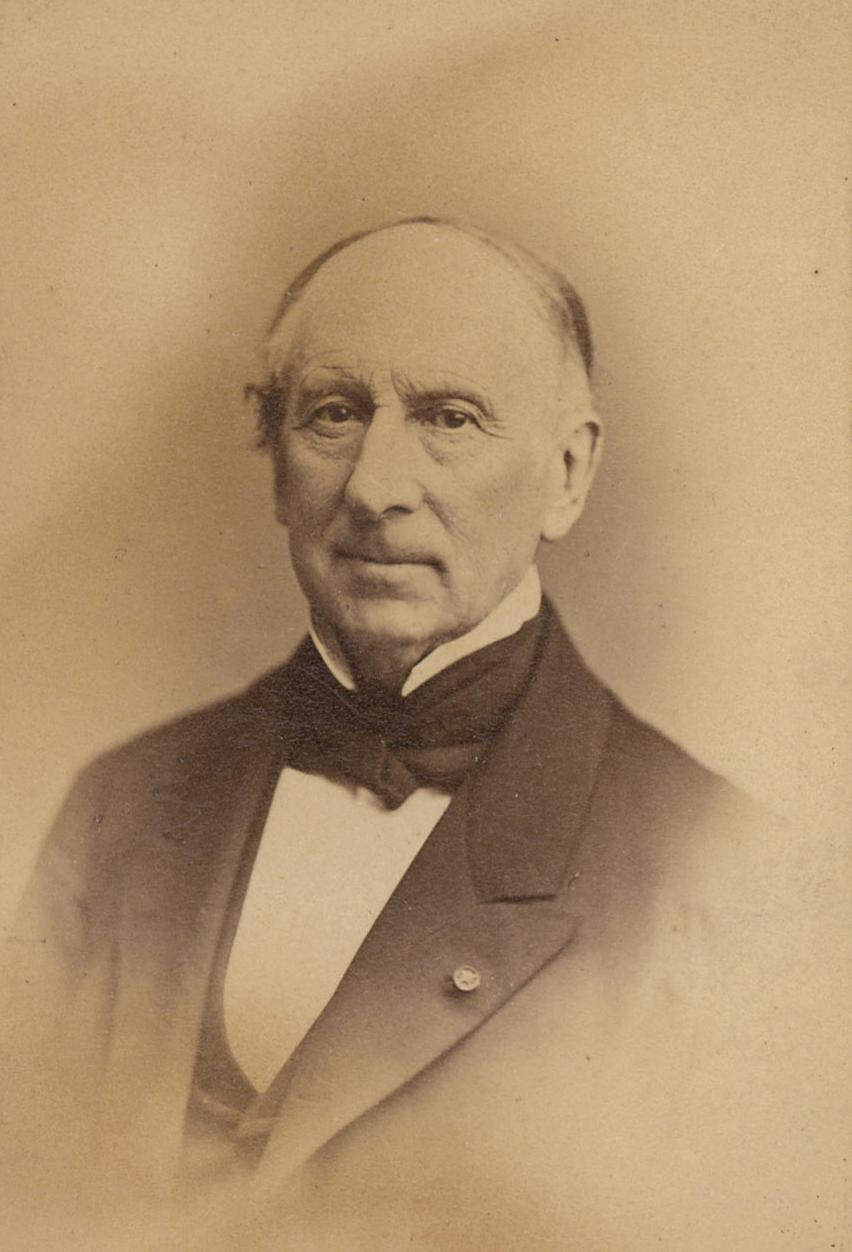
Augustin Louis Cauchy (1789–1857)

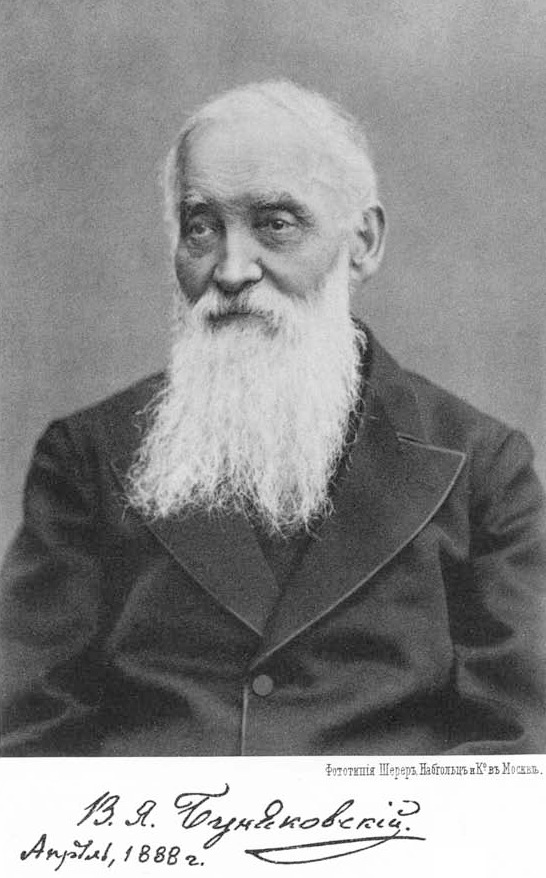
Wiktor Buniakowski (1804–1889)

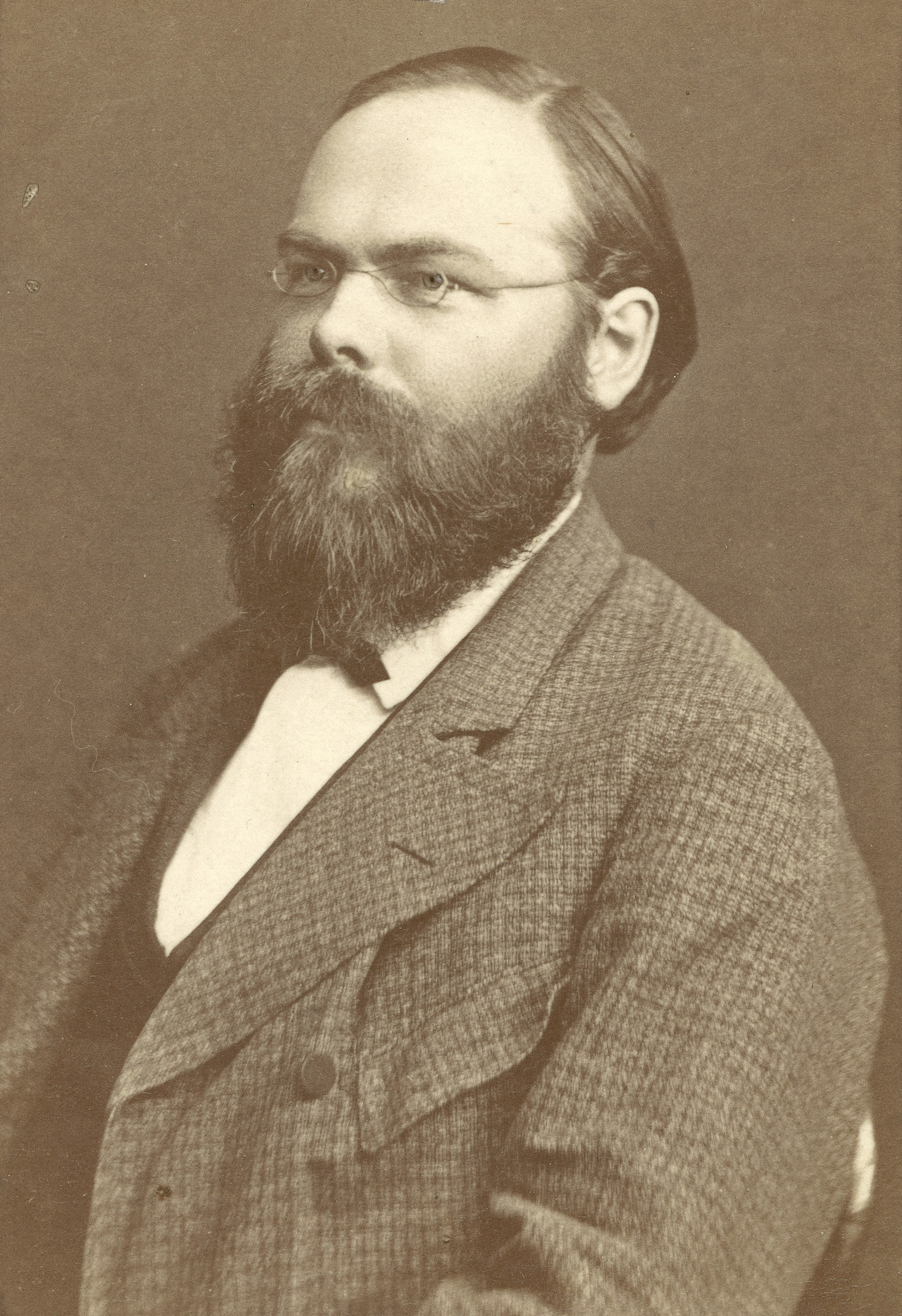
Hermann Schwarz (1843–1921)

Nierówność Cauchy’ego-Schwarza, Schwarza, Buniakowskiego-Schwarza lub Cauchy’ego-Buniakowskiego-Schwarza – ograniczenie górne na iloczyn skalarny dwóch wektorów w przestrzeni unitarnej wykorzystujące iloczyn norm tych wektorów, jedna z najczęściej stosowanych nierówności w matematyce.
Nierówność dla sum została opublikowana w 1821 roku przez Augustina Louisa Cauchy’ego. Odpowiadająca jej nierówność całkowa została podana niezależnie przez Wiktora Buniakowskiego i Hermanna Schwarza, odpowiednio w 1859 i w 1884 roku.

## Nierówność
Jeżeli {\displaystyle \langle x,y\rangle } oznacza iloczyn skalarny wektorów {\displaystyle x,y} danej przestrzeni unitarnej {\displaystyle X,} to nierównością Schwarza nazywa się nierówność
{\displaystyle |\langle x,y\rangle |^{2}\leqslant \langle x,x\rangle \langle y,y\rangle ,}
lub, wyrażoną równoważnie za pomocą norm, nierówność
{\displaystyle |\langle x,y\rangle |\leqslant \|x\|\|y\|,}
przy czym równość zachodzi wtedy i tylko wtedy, gdy {\displaystyle x} i {\displaystyle y} są liniowo zależne, tzn. gdy istnieje taki skalar {\displaystyle \mathrm {r} ,} że zachodzi {\displaystyle x=\mathrm {r} y} lub {\displaystyle y=\mathrm {r} x.}

## Przykłady
Dla pewnych przestrzeni liniowych i określonych w nich iloczynach skalarnych otrzymuje się użyteczne postaci tej nierówności:
- w przestrzeni euklidesowej {\displaystyle \mathbb {R} ^{n}} z euklidesowym iloczynem skalarnym {\displaystyle \mathbf {x} \cdot \mathbf {y} =x_{1}y_{1}+\ldots +x_{n}y_{n}} otrzymuje się nierówność
{\displaystyle (x_{1}y_{1}+\ldots +x_{n}y_{n})^{2}\leqslant \left(x_{1}^{2}+\ldots +x_{n}^{2}\right)\left(y_{1}^{2}+\ldots +y_{n}^{2}\right),}

co można zapisać zwięźlej w postaci
{\displaystyle \left(\sum _{i=1}^{n}x_{i}y_{i}\right)^{2}\leqslant \left(\sum _{i=1}^{n}x_{i}^{2}\right)\left(\sum _{i=1}^{n}y_{i}^{2}\right);}
- w przestrzeni {\displaystyle C[0,1]} funkcji ciągłych na odcinku {\displaystyle [0,1]} z iloczynem skalarnym danym wzorem {\displaystyle \int f(x)g(x)\operatorname {d} x} dostaje się
{\displaystyle \left|\int f(x)g(x)\operatorname {d} x\right|^{2}\leqslant \int |f(x)|^{2}\operatorname {d} x\int |g(x)|^{2}\operatorname {d} x;}
- dla funkcji {\displaystyle f,g} z przestrzeni L2(X) całkowalnych z kwadratem iloczyn {\displaystyle fg} należy do przestrzeni L1(X) funkcji całkowalnych z modułem oraz
{\displaystyle \|fg\|_{1}\leqslant \|f\|_{2}\|g\|_{2}.}

Nierówność Schwarza dla ustalonego iloczynu skalarnego z L² jest równoważna nierówności Höldera dla {\displaystyle p=q=2.} Nierówność dla {\displaystyle \mathbb {R} ^{n}} można dowodzić indukcyjnie bądź z tożsamości Lagrange’a.

## Dowód
Nierówność jest spełniona dla {\displaystyle y=0,} zatem można przyjąć, że {\displaystyle \langle y,y\rangle \neq 0.} Dla dowolnej liczby zespolonej {\displaystyle \lambda } jest
{\displaystyle 0\leqslant \|x-\lambda y\|^{2}=\langle x-\lambda y,x-\lambda y\rangle =\langle x,x\rangle -{\overline {\lambda }}\langle x,y\rangle -\lambda \langle y,x\rangle +|\lambda |^{2}\langle y,y\rangle .}
Wybierając
{\displaystyle \lambda =\langle x,y\rangle \langle y,y\rangle ^{-1},}
otrzymuje się nierówność
{\displaystyle 0\leqslant \langle x,x\rangle -|\langle x,y\rangle |^{2}\langle y,y\rangle ^{-1},}
która zachodzi wtedy i tylko wtedy, gdy
{\displaystyle |\langle x,y\rangle |^{2}\leqslant \langle x,x\rangle \langle y,y\rangle ,}
co z uwagi na równość
{\displaystyle \langle x,x\rangle =\|x\|^{2},}
jest tożsame
{\displaystyle |\langle x,y\rangle |\leqslant \|x\|\|y\|.}